# Battaglia dello Scirè
La battaglia dello Scirè fu un confronto armato della guerra d'Etiopia che vide un deciso sfondamento del fronte abissino, guidato da Immirù Hailé Selassié, da parte delle truppe del maresciallo Badoglio. La battaglia venne condotta essenzialmente nella zona semidesertica etiopica dello Scirè.

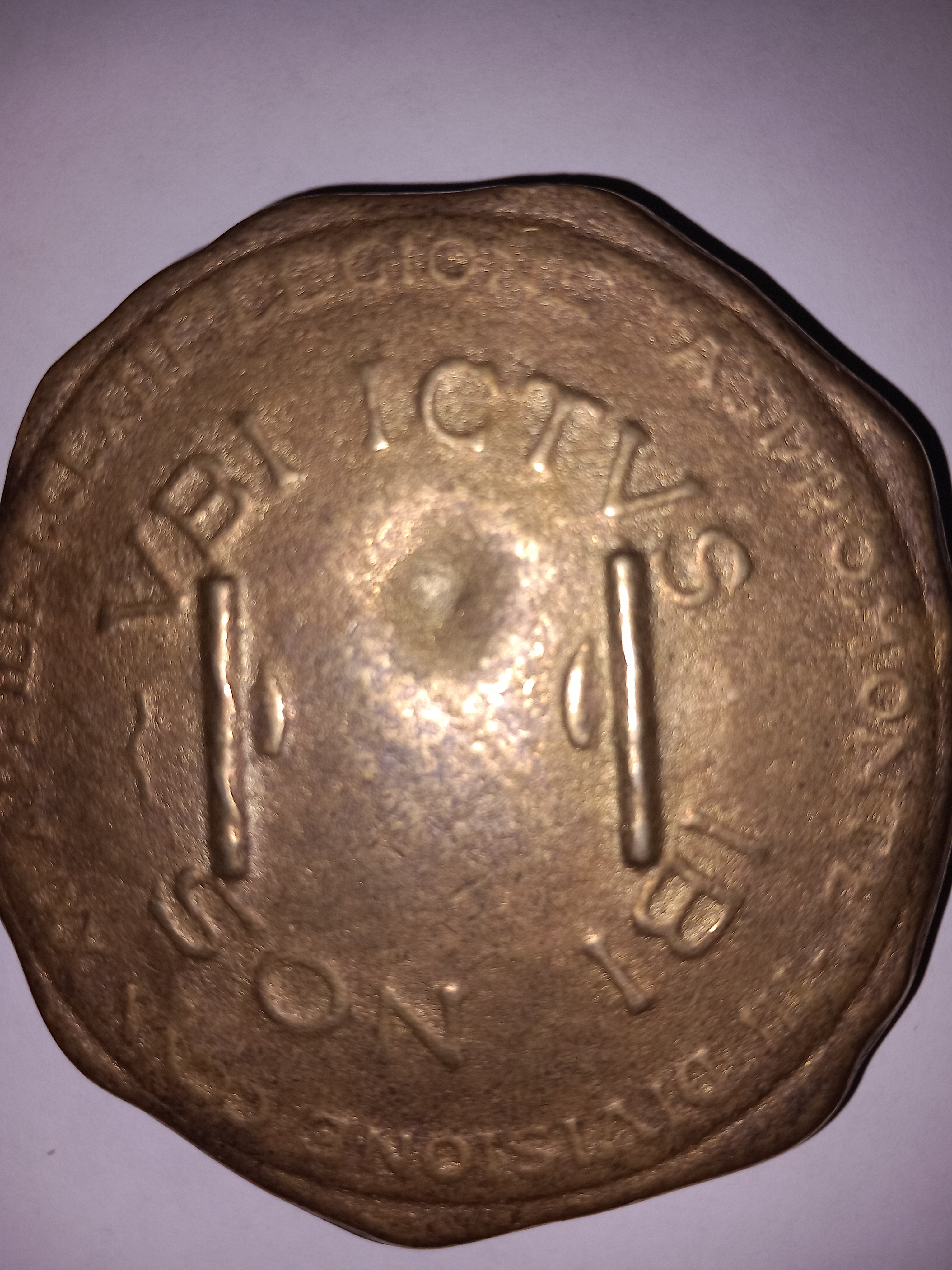
Medal commemorating battle of Scirè (1936)

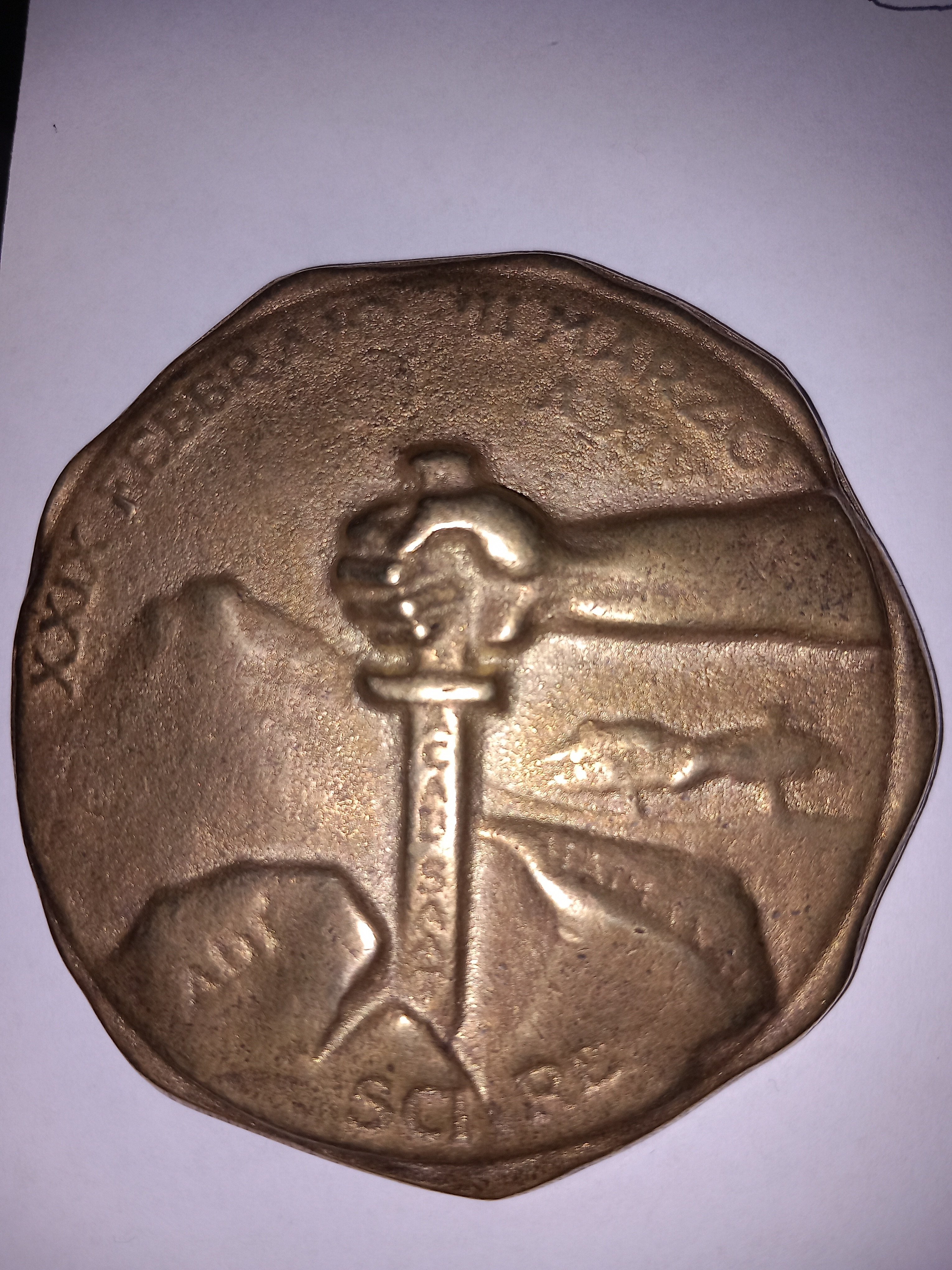
Medal commemorating The battle of Sciré (1936) in Ethiopia

## Antefatto
Dopo la prima battaglia del Tembien, quella dell'Amba Aradam e la seconda battaglia di Tembien, gran parte dell'esercito etiope era stato distrutto. Restava ancora integra nella zona dello Scirè l'armata di ras Immirù che, dopo aver riconquistato l'intera regione durante l'offensiva etiopica del Natale 1935, aveva spostato il grosso delle sue truppe fra Selaclacà e Endà Selassie, dedicandosi a continue azioni di guerriglia, come da indicazioni ricevute dall'imperatore.
Durante tali azioni, piccoli gruppi di 400-500 armati si spingevano nell'Adi Abò e alle spalle dei campi trincerati di Axum e Adua per minacciare le retrovie italiane, rendere insicure le comunicazioni e i rifornimenti e verificare la consistenza delle difese di confine lungo il Mareb. Per parare la minaccia di ritrovarsi la guerriglia in Eritrea e sbarrare il passo sulla strada per Asmara, Badoglio ai primi di febbraio schierò nella zona la 5ª Divisione CC.NN. "1º febbraio" e, in seguito, anche la 5ª Divisione fanteria "Cosseria" che, insieme, andarono a costituire il IV Corpo d'armata, posto al comando del generale Ezio Babbini.
Il potenziamento del presidio dei confini non riuscì tuttavia ad evitare alcune rapide incursioni in territorio eritreo, come accadde il 13 febbraio quando in un attacco ad un cantiere della Gondrand di Mai Lahlà caddero una settantina di civili, o quello del 22 febbraio, quando venne fatto saltare nelle retrovie italiane un deposito di munizioni.
Nonostante il successo che la tattica della guerriglia messa in atto stava fornendo, le sconfitte degli altri eserciti etiopi nell'Endertà e nel Tembien avevano reso la posizione di ras Immirù e della sua armata oltremodo critica, e per tale motivo ras Immirù ricevette l'ordine dell'imperatore di ripiegare sull'Amba Alagi.
Badoglio tuttavia non voleva farsi sfuggire l'occasione di sbaragliare l'ultima armata abissina rimasta integra nel nord dell'Etiopia prima di procedere all'invasione dello Scioà.

## La battaglia

### La riconquista dello Sciré
Ras Immirù sapeva poco di quanto era successo nel Tembien e nell'Endertà, in quanto i sistemi di comunicazione funzionavano poco, era sprovvisto di radio e i messaggi provenienti da Gondar impiegavano circa 11 giorni per giungere sino a lui.
Tuttavia Immirù, anche se all'oscuro della catastrofica situazione del fronte nord, era dotato di un eccellente servizio di informazioni locale che gli consentiva di conoscere la posizione delle truppe del II Corpo di armata del generale Maravigna ad Axum, ma, soprattutto, era stato messo al corrente del fatto che il 20 febbraio il IV Corpo d'armata del generale Ezio Babbini aveva iniziato a muoversi dalla sua posizione difensiva in Eritrea in direzione del Mareb e quindi verso la regione desertica del Adi Abò, con il chiaro intento di convergere su Selaclacà.
Fu così che Ras Immirù si rese conto dell'idea di Badoglio di attuare una manovra a tenaglia e – per prevenirla – decise di ritirarsi oltre il Tacazzè. Ignaro che i propri piani fossero stati intuiti, il 29 febbraio Badoglio diede inizio alla battaglia dello Scirè, schierando, come già detto, il II e IV Corpo d'armata italiano.
Il II Corpo italiano avanzò da Axum verso un'area ad una ventina di chilometri dal villaggio dove era posto il quartier generale del ras Immirù. Nello stesso tempo, il IV Corpo si muoveva secondo i piani, per attaccare il fianco sinistro dello schieramento etiope.
Tuttavia, il tratto dell'Adi Abò da attraversare per le armate italiane era ambientalmente ostile e inospitale, così che l'avanzata del IV Corpo d'armata fu molto più lenta del previsto, con il risultato che la trappola a tenaglia ideata da Badoglio non si chiuse: gli uomini del generale Ezio Babbini arrivarono infatti a Selaclacà solo il 6 marzo, troppo tardi perfino per prendere parte anche all'inseguimento delle truppe etiopi in ritirata.
Mentre il IV Corpo d'armata era ancora lontano, il II Corpo marciava su Selaclacà; al bivio di Acab Saat - Selaclacà la 3ª Divisione CC.NN. "21 aprile" svoltò a destra e andò ad occupare indisturbata le alture di Acab Saat, mentre la "Gavinana" procedette per Selaclacà, ma, appena iniziata la discesa, l'avanguardia italiana fu impegnata in un durissimo scontro a fuoco contro nuclei di armati etiopi che si erano appostati per tendere un'imboscata alle truppe italiane.
Maravigna fece quindi schierare le truppe in modo difensivo, dispiegando tutta l'artiglieria, costretta spesso a sparare ad alzo zero. Dopo accaniti combattimenti, grazie anche all'intervento della brigata aerea da bombardamento della Regia Aeronautica, le truppe abissine vennero annientate, ma lo schieramento assunto da Maravigna impedì che il giorno successivo le truppe italiane potessero rimettersi in marcia, causando quindi l'ira di Badoglio che contestava al comandante del II Corpo d'armata il fatto di aver sopravvalutato l'entità numerica delle truppe attaccanti.
Il 2 marzo l'avanzata del II Corpo riprese, ma venne bloccata dalla retroguardia del ras Immirù: fu un attacco inaspettato e breve, in quanto la mattina dopo, quando l'artiglieria e l'aeronautica italiane erano pronte per agire, gli etiopi avevano già abbandonato il campo di battaglia. A quel punto la battaglia poté dirsi conclusa con la ritirata delle truppe del negus dalle loro posizioni.
Infatti ras Immirù, dopo aver lasciato forti contingenti di retroguardia per sbarrare il passo agli italiani, si era ritirato ordinatamente con il grosso della sua armata verso i guadi del Tacazzè, sfuggendo alla manovra di accerchiamento che aveva ideato Badoglio. Il rapporto fra le perdite era stato di 4/1 a favore degli italiani, un numero nettamente inferiore se paragonato ad altre battaglie svoltesi nel medesimo periodo più a nord.

### La trappola al Tacazzè
Dal momento che il Regio Esercito non era però riuscito nell'intento di distruggere l'armata del ras Immirù, sia per le incertezze di Maravigna che non aveva intuito di avere di fronte solo la retroguardia etiope, sia per il mancato coordinamento della marcia fra le due armate, Badoglio decise di ricorrere all'aeronautica per annientare le truppe abissine. Il passaggio obbligato ai guadi del Tecazzè della carovaniera Adua-Gondar si prestava perfettamente a tale scopo.

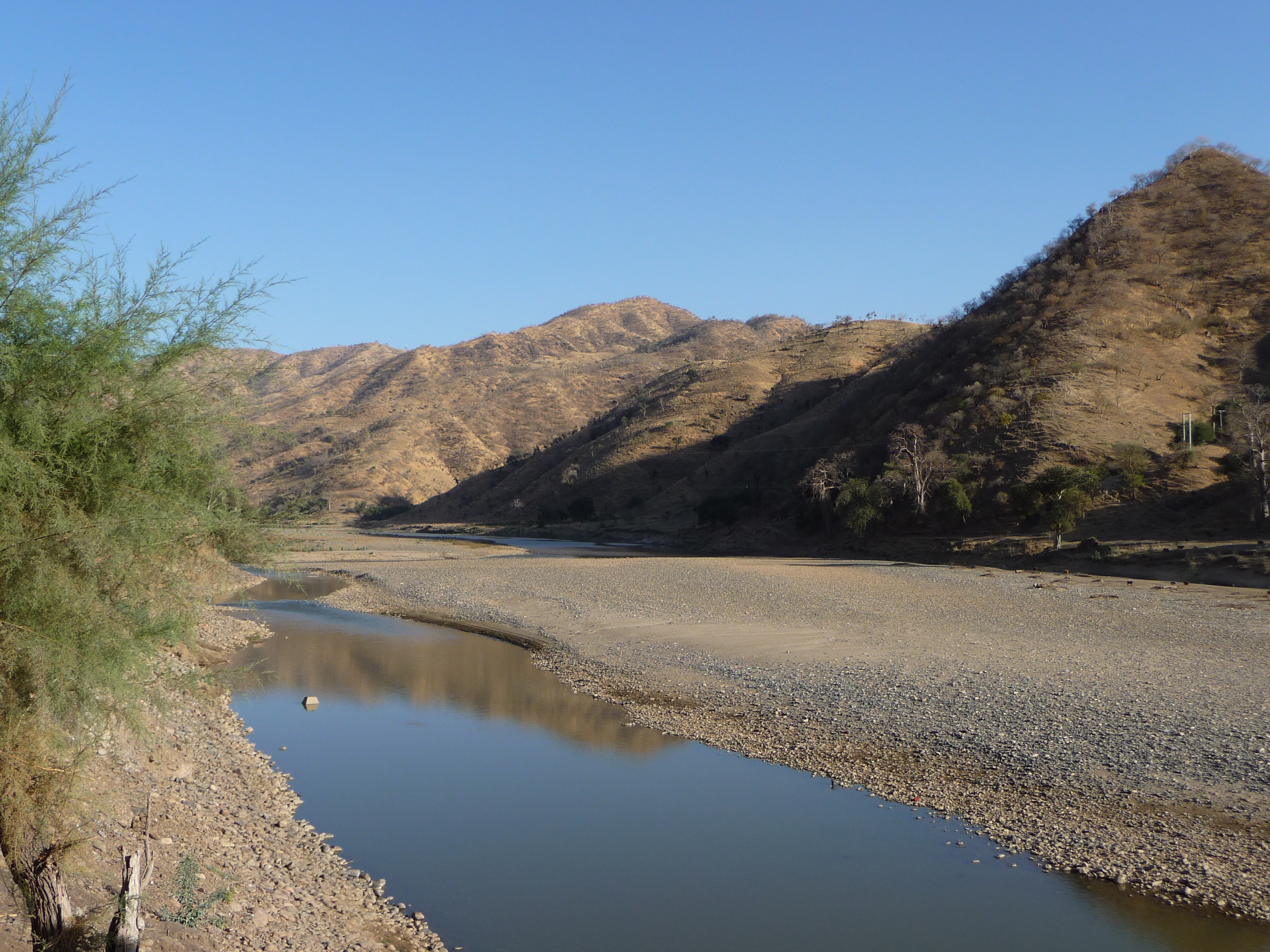
Il Tecazzè

Il 3 e 4 marzo 1936, mentre la II Armata si stava faticosamente aprendo la strada per Selaclacà, le truppe di ras Immirù giunsero sulle rive del fiume, dove però trovarono ad attenderle 126 caccia e bombardieri che in due giorni sganciarono 636 quintali di esplosivo, bombe incendiarie ed iprite, oltre a 25 000 proiettili di mitragliatrice.
La ricognizione aerea, svolta dallo Stormo aeroplani da ricognizione tattica, svelò un gran numero di corpi che giacevano sulla sponda nord del fiume, mentre molti altri venivano trasportati via dalla corrente. Oltre il fiume, inoltre, gli etiopi vennero attaccati con i gas da altri aerei italiani, lasciando lungo il fiume centinaia di corpi putrescenti che infettarono le acque.

## Conclusione
Anche se ras Immirù riuscì a trasportare metà della sua armata sulla sponda meridionale del Tecazzè, le truppe erano fortemente provate e ormai prive di munizioni e non poterono che eseguire solo piccole azioni di disturbo per ritardare l'avanzata delle truppe italiane verso Gondar.
Nel frattempo ras Immirù si ritirò verso sud, ma -fra perdite e diserzioni- si ritrovò nel Semien con i soli 300 uomini della sua guardia del corpo. Dopo essere miracolosamente sfuggito a un caccia italiano che lo aveva individuato 100 km a sud del Tecazzè, ras Immirù decise di ritirarsi seguendo piste poco battute e viaggiando di notte; poco prima di entrare in Gondar, verso fine marzo, scoprì che la città era stata occupata dagli italiani e si ritirò quindi a Dankaz, a sud di Gondar, dove giunse il 2 aprile. Infine, dopo essere giunto a Debra Marcos dopo un altro mese di marcia, venne informato del fatto che l'imperatore era fuggito a Gibuti e che gli italiani erano alle porte di Addis Abeba; decise quindi con un migliaio di armati di prepararsi alla guerriglia
La distruzione dell'armata del ras Immirù, seguita dalle distruzioni delle armate dei ras Mulughietà e Cassa, permise a Badoglio di concentrare la propria attenzione sull'avanzata verso Addis Abeba. Con l'eccezione delle armate al diretto comando del negus Haile Selassie, non vi erano altre forze etiopi che si opponessero agli italiani nell'area.